# 胡戈·塞尔斯特伦
胡戈·塞尔斯特伦（瑞典語：Hugo Sällström，1870年12月15日—1951年2月19日），生于斯德哥尔摩，瑞典男子帆船运动员。他曾代表瑞典参加1912年夏季奥林匹克运动会帆船比赛，获得一枚银牌。